# One Day at a Time (Em's Version)
«One Day at a Time (Em's Version)» es el segundo sencillo póstumo de Tupac Shakur de la banda sonora de Tupac Resurrection. Cuenta con la colaboración de Eminem y Outlawz. Fue una canción muy poco conocida. No existe un vídeo musical oficial. Se ubicó en el puesto #80 en la lista Billboard Hot 100. La versión original fue grabada en 1996 con Spice 1.

## Canciones incluidas en el sencillo
1. «One Day At a Time» (Clean versión)
2. «One Day At a Time» (LP versión)
3. «One Day At a Time» (Instrumental)